# Emma Tillinger Koskoff
Emma Tillinger Koskoff (1972) is een Amerikaanse filmproducente. Ze is vooral bekend van haar samenwerkingen met regisseur Martin Scorsese.

## Biografie
Emma Tillinger werd geboren als de dochter van theaterregisseur John Tillinger en actrice Dorothy Lyman. Ook haar jongere broer Sebastian is een acteur. Ze is gehuwd met Nicholas (Nick) Koskoff, een Amerikaanse televisieproducent. Haar stiefvader was Vincent Malle, de broer van de bekende Franse filmmaker Louis Malle.
Op negentienjarige leeftijd mocht ze dankzij haar stiefvader als productieassistente meewerken aan Damage (1992) van Louis Malle. Nadien ging ze aan de slag bij verschillende talentenbureaus, waaronder de Artist Management Group, waar ze werkte in dienst van Rick Yorn, een bekende talentmanager en de medeoprichter van het bedrijf. Ze was jarenlang de assistente van actrice Uma Thurman en regisseurs Phil Joanou en Ted Demme.
In januari 2003 sloot ze zich aan bij Sikelia Productions, het productiebedrijf van regisseur Martin Scorsese. Eerst werkte ze als assistente van de regisseur. In 2006 werd ze gepromoveerd tot production president en was ze als co-producente betrokken bij The Departed, een misdaadfilm van Scorsese die in februari 2007 bekroond werd met de Academy Award voor beste film. In 2013 was ze ook producente van The Wolf of Wall Street. De misdaadkomedie van Scorsese leverde Tillinger Koskoff een eerste Oscarnominatie op. In de film is het personage Nicky Koskoff naar haar echtgenoot vernoemd. Een jaar eerder had ze een Emmy Award gewonnen voor de muziekdocumentaire George Harrison: Living in the Material World.

## Prijzen en nominaties

### Academy Award
- Beste film – The Wolf of Wall Street (2013) (genomineerd)
- Beste film – Joker (2019) (genomineerd)
- Beste film – The Irishman (2019) (genomineerd)

### Emmy Award
- Beste non-fictiespecial – George Harrison: Living in the Material World (2011) (gewonnen)

## Filmografie

### Als (co-)producent
- The Departed (2006)
- Val Lewton: The Man in the Shadows (docu) (2007)
- The Key to Reserva (korte film) (2007)
- The Betrayal - Nerakhoon (docu) (2008)
- Shine a Light (docu) (2008)
- P.O.V. (docu) (2009)
- Shutter Island (2010)
- A Letter to Elia (docu) (2010)
- Boardwalk Empire (1 aflevering) (2010)
- Public Speaking (docu) (2006)
- George Harrison: Living in the Material World (docu) (2011)
- Surviving Progress (docu) (2011)
- Hugo (2011)
- Glickman (docu) (2013)
- The Wolf of Wall Street (2013)
- Bad Hurt (2015)
- The Audition (korte film) (2015)
- Vinyl (10 afleveringen) (2016)
- Silence (2016)
- Joker (2019)
- The Irishman (2019)